# Praia de Itapirubá

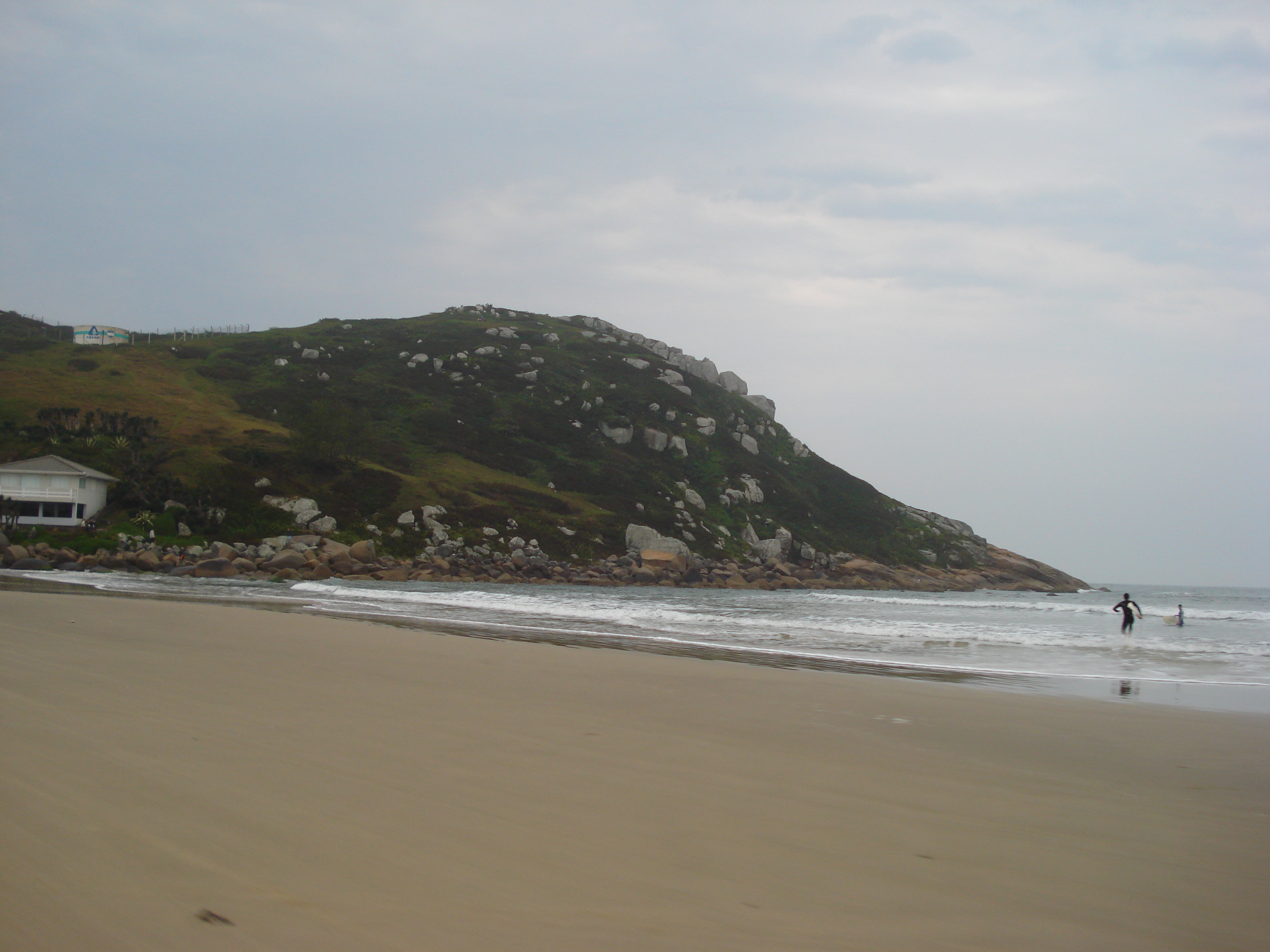
A imagem mostra a extensa faixa de areia da Praia de Itapirubá, com seu mar de águas calmas e cristalinas, cercada por vegetação nativa e formação rochosa ao fundo.

Itapirubá é uma praia brasileira com 12 quilômetros de extensão, localizada na divisa com o município de Laguna e como sul do município de Imbituba, no estado de Santa Catarina. Está próxima de cidades históricas, águas termais e de inúmeros outros pontos turísticos. Em sua vista panorâmica se pode observar a ilha das Araras, localizada a três quilômetros da costa. Nesta ilha pratica-se o mergulho e a pesca. O mar de águas límpidas é de ótima balneabilidade e há um morro para caminhadas ecológicas.